# مايكي
مايكي روتشا دي اوليفيرا (بالبرتغالية: Mayke) (10 نوفمبر 1992 في البرازيل - ) هو لاعب كرة قدم برازيلي في مركز الدفاع. لعب مع نادي كروزيرو.

## روابط خارجية
- هذه المقالة غير مرتبط بويكي بيانات